# Diospyros pervillei
Diospyros pervillei är en tvåhjärtbladig växtart som beskrevs av William Philip Hiern. Diospyros pervillei ingår i släktet Diospyros och familjen Ebenaceae. Inga underarter finns listade i Catalogue of Life.